# Brian Kasinda
Brian Kasinda (* 31. Dezember 1997) ist ein ehemaliger sambischer Leichtathlet, der sich auf den Sprint spezialisiert hat.

## Sportliche Laufbahn
Erste Erfahrungen bei internationalen Meisterschaften sammelte Brian Kasinda im Jahr 2013, als er bei den erstmals ausgetragenen Jugendafrikameisterschaften in Warri in 11,45 s den siebten Platz im 100-Meter-Lauf belegte und über 200 Meter in 22,37 s auf Rang fünf gelangte. Anschließend schied er bei den Jugendweltmeisterschaften in Donezk mit 22,12 s in der ersten Runde im 200-Meter-Lauf aus. Im Jahr darauf kam er bei den Juniorenweltmeisterschaften in Eugene mit 21,58 s nicht über den Vorlauf über 200 Meter hinaus, ehe er bei den Olympischen Jugendspielen in Nanjing in 21,61 s den fünften Platz im A-Finale belegte. 2015 schied er bei den Juniorenafrikameisterschaften in Addis Abeba mit 11,17 s im Halbfinale über 100 Meter aus und ging mit der sambischen 4-mal-100-Meter-Staffel im Finale nicht mehr an den Start. Im September belegte er bei den Afrikaspielen in Brazzaville in 10,47 s den sechsten Platz über 100 Meter und wurde mit der Staffel disqualifiziert. Im Jahr darauf schied er bei den Afrikameisterschaften in Durban mit 10,47 s im Semifinale über 100 Meter aus und gewann mit der Staffel in 39,77 s gemeinsam mit Hazemba Chindamba, Titus Kafunda Mukhala und Sydney Siame die Bronzemedaille hinter den Teams aus Südafrika und der Elfenbeinküste. 2020 beendete er dann seine aktive sportliche Karriere im Alter von 22 Jahren.

## Persönliche Bestzeiten
- 100 Meter: 10,20 s (+0,1 m/s), 20. Februar 2016 in Lusaka
- 200 Meter: 20,71 s (−0,6 m/s), 11. März 2017 in Ndola